# Waldemar Januszczak
Waldemar Januszczak (né le 12 janvier 1954 à Basingstoke, en Angleterre), est un critique d'art, producteur et présentateur de documentaires télévisés. Ancien critique d'art de The Guardian, puis du Sunday Times en 1992, il a remporté à deux reprises le prix de la critique de l'année.

## Biographie
Januszczak est né à Basingstoke, dans le comté de Hampshire, en Angleterre. Ses parents sont réfugiés polonais arrivés en Angleterre après la Seconde Guerre mondiale. Après des études d'histoire de l'art à l'université de Manchester, il devient critique d'art puis éditeur pour le journal The Guardian. En 1989, il est nommé à la tête de la section art de la chaîne de télévision Channel 4. M. Januszczak a été décrit comme « un passionné d'art, un critique d'art et un écrivain. Son style de présentation est décontracté mais informé, enthousiaste, évocateur et humoristique. Il se promène sur nos écrans de télévision, faisant pour l'art ce que David Attenborough a fait pour le monde naturel », et quelqu'un qui agit par « refus de présenter l'art comme élitiste de quelque façon que ce soit. Il le rend tout à fait accessible et compréhensible. »
Il participe à de nombreuses émissions (The Culture Show, Newsnight Review) et fait notamment parti des premiers présentateurs du Late Show de BBC Two. Il produit également du contenu pour la chaine d'art Perspective ainsi que via sa propre compagnie de production ZCZ Films.
En 2004, il se démarque de la plupart des critiques en défendant l'art de Stella Vine (en), la distinguant pour ses louanges dans sa critique, par ailleurs hostile, de l'exposition New Blood de la Galerie Saatchi (« bien que je n'aie pas vraiment voulu aimer la contribution de Vine, j'ai découvert que je l'aimais. Elle avait quelque chose »), et continuant à la défendre, y voyant "une combinaison d'empathie et de cynisme qui peut être surprenante. Plus tard cette année-là, il a participé à une édition critique spéciale Noël du jeu télévisé University Challenge.